# Gachenbach
Gachenbach è un comune tedesco di 2 310 abitanti, situato nel land della Baviera.